# Авија Фокер F.VIIb/3m
Авиа Фокер F.VIIb/3m/ Avia Fokker F.VIIb/3m Чехословачка фабрика авиона Авиа је почела да производи тромоторну верзију авиона Фокер F.VIIb/3m по холандској лиценци 1930. године. Био је то холандски авион из 1925. Авион је пројектовао Ентони Фокер, и био је  револуционаран за развој светског ваздушног саобраћаја.

## Пројектовање и развој
Пошто је за производњу овог авиона купљена лиценца сви путнички авиони из ове серије су урађени према техничкој документацији Фокера. Један авион кога је наручило Министарство народне одбране је направљен без прозора на путничкој кабини. Са овим авионом су се вршили експерименти у циљу његовог адаптирања у тешки бомбардер. С обзиром да авион није могао да поднесе терет стрељачког наоружања и 800 kg бомби, одустало се од овог пројекта а авион је служио као војни транспортни авион.

## Технички опис
Авион Авиа Фокер F.VIIb/3m је једнокрили, слободноносећи високоокрилни, вишеседи тромоторни авион мешовите конструкције. Два мотора су му уграђена у висећим гондолама испод крила авиона а трећи се налази у носу (кљуну) трупа авиона. Оваква конструкција распореда мотора је била уобичајена за конструкцију транспортних и бомбардерских авиона тога времена.
Труп авиона Авиа Фокер F.VIIb/3m је био правоугаоног попречног пресека, био је простран тако да се у њега без проблема могла сместити комплетна посада и путници са пртљагом. Носећа структура трупа авиона је била направљена као решеткаста заварена конструкција направљена од танкозидих челичних цеви високе чврстоће а облога трупа је била делимично од дуралуминијумског лима и импрегнираног платна (кљун авиона је био обложен лимом а путничка кабина и реп су били обложени импрегнираним платном). Улаз у авион са степеништем се налазио на левој бочној страни трупа авиона. Кокпит пилота је био смештени у затвореној кабини, која се налазила у кљуну трупа авиона, до кога се стизало пролазима кроз путничку кабину. Седишта су била у распореду 1+1 у реду са пролазом између седишта. Авион је имао 4 реда. На крају путничке кабине (у репу) налазио се тоалет и простор за пртљаг. Кабина је била опремљена сталажом за одлагање ручног пртљага.
Авион је био опреман различитим ваздухом хлађеним радијалним моторима. За Чехословачко ваздухопловство то су били мотори Walter Castor, са 7 цилиндара, снаге 191 kW са трокраким металним елисама фиксног корака. Поред овог експериментисало се још и са следећим моторима:  Шкода-Wright Whirlwind (154 kW/210 KS), са Авиа DR-14 (184 kW/250 KS) и деветоцилиндрични мотор Авиа RK-17 (187 kW/255 KS). У експортне авионе за Француско-румунску компанију ЦИДНА уграђивани су француски мотори Gnôme Rhône Titan снаге (169-176 kW/230-240 KS).
Крила су била дебелог профила тако да су у њих без проблема могли да стану резервоари за гориво. Главни резервоари за гориво су се налазили у делу крила изнад трупа авиона. Кроз крило су пролазили сви потребни уређаји и инсталације. Резервоари за уље су се налазили у гондолама иза мотора. Облик крила је био једнакокраки трапез, са заобљеним крајевима. Осна линија крила је била управна на осу трупа авиона. Конструкција крила је била од дрвета са две решеткасте дрвене рамењаче, а облоге делом од дрвене лепенке а делом од импрегнираног платна. Покретни делови крила су такође имали конструкцију од дрвета док им је облога била од импрегнираног платна.
Репни делови трупа иза путничке кабине, вертикални и хоризонтални стабилизатори и кормила правца и висине су имали конструкцију од челичних цеви а облогу од импрегнитаног платна. Хоризонтални стабилизатори су упорницама са доње стране били ослоњени на труп авиона а са горње стране су биле причвршћене за вертикални стабилизатор.
Стајни трап је био класичан фиксан са гуменим точковима. Састојао се од троугласте виљушке причвршћене за труп авиона и вертикални носач у коме је био уграђен уљани амортизер а ослањао се на конструкцију гондоле крилних мотора. Размак између точкова је био доста велики а и концентрација маса се налазила унутар размака па је стабилност при слетању и полетању овог авиона била задовољавајућа. На крају репа авиона налазила се еластична дрвена дрљача као трећа ослона тачка авиона.

## Верзије
- Фоккер F.VIIа - верзија са једним радијалним мотором
- Авиа Фокер F-VIIb/3m - верзија са три мотора и повећаном површином крила

## Земље које су користиле авион Авиа Фокер F.VIIb/3m
| - Чехословачка - Трећи рајх - Француска | - Словачка - Независна Држава Хрватска |

## Оперативно коришћење
Авиа је произвела укупно 19 авиона (5× ЧСА , 8× ЧСЛ , 4× ЦИДНА , 1× за фабрику БАТА и 1× Министарство народне одбране).
Ови авиони су били најбројнији у флоти Чехословачког цивилног ваздихопловства и одржавали су све међународне линије до почетка Другог светског рата. Након окупације ове авионе су заробили Немци и продали их својим савезницима Словацима и Хрватима.